# Robert d'Artois (1326-1347)
Pour les articles homonymes, voir Robert d'Artois et Artois (homonymie).
Robert (1325-ap. 1347) est le 4e fils de Robert III d'Artois et de Jeanne de Valois et donc un descendant agnatique du roi Louis VIII.
Il fut enfermé à Nemours en 1342, puis avec sa mère et son frère Jacques au Château Gaillard après que son père ait tenté d'usurper le comté d'Artois.
Il mourut en captivité après 1347, sans doute victime de la Peste noire.